# Ice and Fire
Ice and Fire est un jeu vidéo de combat spatial développé par AnimaTek International et édité par GT Interactive Software, sorti en 1995 sur Windows et Mac.